# Amortage
Amortage (словослияние Amor и Montage, читается как «Амортадж», aˈmoɾtaːʒə) — дебютный мини-альбом южнокорейской певицы Ким Джису, участницы южнокорейской гёрл-группы Blackpink. Вышел 14 февраля 2025 года на лейблах Blissoo (Республика Корея) и Warner Records (мировой). Это первая пластинка певицы после разрыва её контракта с YG Entertainment на сольную деятельность. Релиз альбома сопровождался релизом сингла «Earthquake» и музыкальным видео на него. Записан в жанрах бабблгам-поп, электропоп и k-pop.
Альбом получил признание со стороны критиков, которые отметили его похожесть на первый сингл-альбом певицы Me, а также слушателей, которые поставили его на первое место среди лучших релизов недели в опросе от Billboard. Также альбом, как и предыдущий, занял первое место в основном чарте Республики Корея.

## Предыстория и выход
Вскоре после окончания последнего тура Blackpink Born Pink World Tour в 2023 году Джису, как и большинство остальных участниц группы Blackpink объявила о разрыве контракта с YG Entertainment на сольную деятельность в феврале 2024 года. Первоначально ходили слухи о том, что она может присоединиться к лейблу участника бой-бэнда Big Bang и рэпера G-Dragon, однако вместо этого она совместно с братом основала лейбл Blissoo. В дальнейшем певица сообщила в своих соцсетях, что собирается сольно заниматься большим количеством проектов и в дальнейшем вновь встретиться с представителями фандома. Последняя фраза привела к появлению слухов о подготовке камбэка певицы с собственным сольным альбомом помимо её ролей в дораме «Ньютопия» и фильме «Пророк». Уже в октябре 2024 года она показала тизеры на несколько готовящихся песен, включая возможное возвращение коллектива с новым альбомом. В трансляции от декабря того же года она заявила, что альбом близок к завершению и будет содержать не две песни, как сингл-альбом Me, а больше.
13 января в социальных сетях Джису было опубликовано видео длительностью в шесть секунд, в ходе которого игла от граммофона вела по миллиметровой бумаге музыкальные волны, заканчивающиеся датой в 14 февраля. 26 января певица выпустила ещё один короткий тизер, содержащий слова «Amor Montage» (дословно — «Монтаж любви»). Два дня певица объявила о заключении контракта с дочерним лейблом Warner Music Group Warner Records для международного продвижения своих сольных музыкальных релизов и в тот же день подтвердила выход альбома Amortage в День святого Валентина вместе с графиком мероприятий, этому альбому посвящённых. Её альбом стал вторым сольным релизом участниц Blackpink после окончания контрактов с YG Entertainment после rosie. Перед записью альбома Джису была занята как актриса в съёмках телесериала «Ньютопия» от компании Coupang Play, вышедшей за неделю до релиза альбома 7 февраля 2025 года. 3 февраля Джису объявила об открытии заявок на предварительные заказы на EP в нескольких отдельных CD-версиях, а 4 февраля опубликовала промо-постер с треклистом альбома и озвучила название заглавного сингла — «Earthquake». В тот же день певица объявила, что релиз будет сопровождаться мини-туром на 7 городов в Азии в поддержку грядущего релиза. На следующий день певица опубликовала несколько концептуальных постеров в поддержку альбома с названиями новых песен. В ночь на 10 февраля на канале Джису на видеохостинге YouTube был опубликован тизер всех четырёх песен альбома, который занял одно из лидирующих мест в мировом YouTube Music.
Выход альбома и видеоклипа на «Earthquake» состоялся в 12 часов дня 14 февраля 2025 года. В видеоработе принял участие корейский актёр Чха Сынвон. Режиссёром клипа стал звёздный режиссёр Кристиан Бреслауэр, работавший с Арианой Гранде, SZA, Лиззо и The Weeknd. В нём певица предстала в комнате для допросов, из которой затем перемещалась в другие места, вещая о своих истинных чувствах к неназванному сердцееду. Альбом вышел при информационной поддержке популярного китайского приложения для размещения мини-видео TikTok, аккаунт певицы на котором собрал пять, а затем семь миллионов подписчиков в рекордный срок после регистрации, объявившего конкурс по тегу #AMORTAGE. Альбом также возглавил чарт Hanteo и стал самым продаваемым релизом сольного южнокорейского исполнителя в 2025 году. Заглавный сингл набрал пять миллионов прослушиваний в сервисе Spotify за первые сутки после релиза, попав в глобальный чарт самых популярных релизов. 16 февраля Джису исполнила основный сингл альбома на популярных южнокорейских музыкальных шоу Inkigayo и M Countdown, где одержала победу в недельном рейтинге. В дальнейшем певица выпустила собственное приложение JISOO, позволяющее поклонникам следить за её жизнью и обновлениями.
Две песни альбома — «Earthquake» и «Your Love» — входят в сет-лист концертного тура Blackpink 2025 года. 12 августа 2025 года певица также представила снятое в недавно открытом сингапурском парке дикой природы Rainforest Wild ASIA при сотрудничестве Совета по туризму города-государства музыкальное видео на вторую песню сет-листа — «Your Love».

## Запись
Дизайном обложки альбома занималась подруга и одногруппница Джису Розэ. Среди продюсеров альбома значится сама Джису как CEO агентства Blissoo. Она осуществляла полный контроль над процессом записи и выпуска пластинки. Сопродюсером альбома стала группа The Wavys. Две песни альбома записаны на английском языке («Your Love» и «Hugs & Kisses»), две — на корейском. Помимо Джису автором текста всех песен являются музыканты Джек Брейди и Джордан Роман; их вокал также звучит в «Your Love» наряду с вокалом Джису, Дженны Рейн, Лилиан Капуто и Violet Skies. Сведением альбома занимался Мэнни Маррокин, а мастерингом — Крис Герингер из Sterling Sound (Нью-Джерси). Запись альбома проходила в BK Music Studio в Сеуле и в Wavy Baby West Studio в Лос-Анджелесе.

## Оценки
| Оценки критиков   | Оценки критиков |
| Источник          | Оценка          |
| ----------------- | --------------- |
| NME               | [ 34 ]          |
| Euphoria Magazine | [ 35 ]          |

Рецензент журнала New Musical Express Кристал Белл написала, что в своём мини-альбоме Джису, в отличие от всех остальных участниц Blackpink, решила не заниматься активными экспериментами со звучанием, представив то, что делала в своём релизе во время контракта с YG, лишь совершенствуя свой подход к творчеству. Заглавный сингл «Earthquake» она посчитала не сильно отходящим от уже знакомых мотивов дебютной сольной работы на лейбле YG Entertainment «Flower» только с более сильным продакшеном и возможностью «расцвести» для голоса певицы в тех местах, где в предыдущем сингле ей приходилось сохранять сдержанность. Второй трек «Your Love» является поп-балладой, записанной целиком на английском языке. Следующий трек «Hugs & Kisses» сочетает игру слов и электронный синтезаторный звук с текстом про классические отношения с сердцеедом. Последней песней является «Tears», основанная на тяжёлых и перегруженных басовых элементах, в которой Джису уже отмахивается от своего сердцееда, считая его неудачником и радуясь окончанию отношений. По мнению Кристал Белл, своей мелодичностью и подходом к творчеству певица напоминает эпоху Teenage Dream Кэти Перри, не пытаясь показать себя главной или какой-то особенной в проекте… становясь благодаря этому особенной и отличающейся от остальных. В конечном счёте, альбом, по мнению Белл не является переопределением певицы во что-то, чем она не была во время работы на лейбле, поскольку ему и не нужно быть таковым, чтобы раскрыть её.
Редактор k-pop-колонки Billboard K-Town Джефф Бенджамин посчитал заглавный трек похожим на композиции Бритни Спирс (в любви к творчеству которой исполнительница призналась в интервью Billboard, посвящённому релизу альбома). Он, ранжируя песни альбома по интересности, поставил его на второе место как «впечатляющую электропоп-композицию», цепляющий и в этом похожий на «Flower». В то же время Бенджамин посчитал, что даже самая слабая песня, которой он назвал «Tears», является «сильным бабблгам-поп-гимном», прекрасно вещающим о расставании, который является лишь не таким глубоким и интересным, как остальные песни работы. На третье место рецензент поставил «Your Love», которая, по его словам, выделяется своим хоровым звучанием и исполнением в припеве с большим количеством бек-вокалистов. На вершину же своего рейтинга Бенджамин поместил последнюю песню альбома «Hugs & Kisses», как грамотно подчёркивающий музыкальную эволюцию исполнительницы трек, переходящий из ненапряжённой электронной музыки в поп-рок-звучание с наиболее запоминающимся хуком всего мини-альбома. По мнению рецензента, ни фанаты, ни даже сама певица не могли предположить при дебюте группы, что у неё когда-нибудь получится быть настолько уверенной с такой песней.
Рецензент Vogue Эзрин Тан отметила, что Amortage представляет собой набор треков, каждый из которых исследует свою сторону любви или расставания. По мнению журналистки, заглавный сингл является куда более мрачной работой, нежели предыдущие песни Джису, и исследует новый для неё звук, а в кинематографическом клипе на него певица и режиссёр показывают то, чему Джису научила актёрская карьера, в частности грамотной подаче камео. Бхавна Арагвал из India Today посчитала, что альбом показывает собой универсальность стиля Джису за пределами группы, являясь шагом вперёд по сравнению с тем, что она делала на лейбле. По мнению Нолан Фини из Nylon, Amortage представляет собой «мощный, эйфорический бабблгам-поп». Заглавный сингл, по её мнению, похож на «Padam Padam» Кайли Миноуг, также в альбоме она нашла нотки Карли Рэй Джепсен.
По оценке Джона Караманики из The New York Times, в этом «самом маленьком», среди других участниц Blackpink, релизе лучшей песней является «Your Love» с экстазом лучшей эпохи Кэтти Перри, которая может быть намёком на новую эпоху исполнительницы, поскольку остальные более похожи на то, что она делала во времена YG.
В традиционном недельном опросе журнала Billboard на лучшую песню и альбом недели «Earthquake» и Amortage заняли первое место, опередив новые работы Сабрины Карпентер, Дрейка, Селены Гомес и других артистов. Альбом также побил несколько рекордов по продажам в Китае.

## Список композиций
| №                   | Название            | Текст песни                                                                         | Продюсер            | Длительность |
| ------------------- | ------------------- | ----------------------------------------------------------------------------------- | ------------------- | ------------ |
| 1.                  | «Earthquake»        | Ким Джису Джек Брейди Джордан Роман Сара Трой Сара Бо                               | Blissoo • The Wavys | 3:10         |
| 2.                  | «Your Love»         | Ким Джису • Джек Брейди • Джордан Роман • Violet Skies • Лилия Капуто • Дженна Рейн | Blissoo • The Wavys | 2:53         |
| 3.                  | «Tears»             | Ким Джису • Джек Брейди • Джордан Роман • Кристин Карпентер • Софи Симмонс          | Blissoo • The Wavys | 3:02         |
| 4.                  | «Hugs & Kisses»     | Ким Джису • Джек Брейди • Джордан Роман • Остин Вулф • Хлоя Копелофф                | Blissoo • The Wavys | 3:09         |
| Общая длительность: | Общая длительность: | Общая длительность:                                                                 | Общая длительность: | 12:14        |

## Чарты
| Страна           | Владелец чарта      | Название чарта               | Высшая позиция | Источник |
| ---------------- | ------------------- | ---------------------------- | -------------- | -------- |
| Венгрия          | MAHASZ              | Album Top 40 (fizikai)       | 39             | [ 44 ]   |
| Республика Корея | Circle              | Альбомный чарт               | 1              | [ 45 ]   |
| Португалия       | AFP                 | Альбомный                    | 160            | [ 46 ]   |
| США              | Billboard           | Top Album Sales              | 11             | [ 47 ]   |
| Хорватия         | HDU                 | Международный альбомный чарт | 4              | [ 48 ]   |
| Швейцария        | Schweizer Hitparade | Album-Hitparade              | 86             | [ 49 ]   |
| Япония           | Oricon              | Альбомный чарт               | 50             | [ 50 ]   |
| Япония           | Billboard Japan     | Download Albums              | 14             | [ 51 ]   |

| Страна           | Владелец чарта | Название чарта | Высшая позиция | Источник |
| ---------------- | -------------- | -------------- | -------------- | -------- |
| Республика Корея | Circle         | Альбомный      | 7              | [ 52 ]   |

## История релиза
| Регион                | Дата            | Формат                               | Лейбл          | Источник |
| --------------------- | --------------- | ------------------------------------ | -------------- | -------- |
| Мир                   | 14 февраля 2025 | цифровая дистрибуция/стриминг        | Warner Records | [ 8 ]    |
| Республика Корея      | 14 февраля 2025 | цифровая дистрибуция/стриминг/CD/NFC | Blissoo        | [ 8 ]    |
| США · Канада · Европа | 14 марта 2025   | CD/NFC                               | Warner Records | [ 8 ]    |
| Республика Корея      | 30 марта 2025   | LP/винил                             | Blissoo        | [ 53 ]   |